# تقاطع على اتحاد
مؤشر جَكَرد أو معامل تشابه جكرد أو التقاطع على الاتحاد هو إحصائية تستخدم لقياس تشابه وتنوع مجموعات العينات.

## ملخص
يقيس معامل جكرد التشابه بين مجموعات العينات المحدودة، ويُعرّف بأنه حجم التقاطع مقسومًا على حجم اتحاد مجموعات العينات:
{\displaystyle J(A,B)={{|A\cap B|} \over {|A\cup B|}}={{|A\cap B|} \over {|A|+|B|-|A\cap B|}}.}